# 921 Jovita
921 Jovita este un asteroid din centura principală, descoperit pe 4 septembrie 1919, de Karl Reinmuth.